# جایزه جرج اورول
جایزهٔ جرج اورول (به انگلیسی: Orwell Prize) که درسال ۱۹۹۳ در کالج دانشگاهی لندن بنیانگذاری شده‌است، سالانه از طرف بنیاد خیریهٔ اُرول به نویسندگانی تعلق می‌گیرد که بهترین آثار سیاسی را خلق می‌کنند.
در هر سال چهار جایزه به این بخش‌ها تعلق می‌گیرد: کتاب‌های داستانی، کتاب‌های غیر داستانیِ سیاسی، روزنامه‌نگاری، و افشاگران نقص‌های جامعهٔ بریتانیا.
یک جایزهٔ ویژه نیز به انتخاب داوران داده می‌شود.

این جوایز به کسانی اهدا می‌شود که افکار و اهداف آنها نزدیکی زیادی با جرج اورول، رمان‌نویس مشهور انگلیسی، دارد. به هر برنده نیز مبلغ ۳هزار پوند اهدا می‌شود.

## بنیانگذاران و حامیان

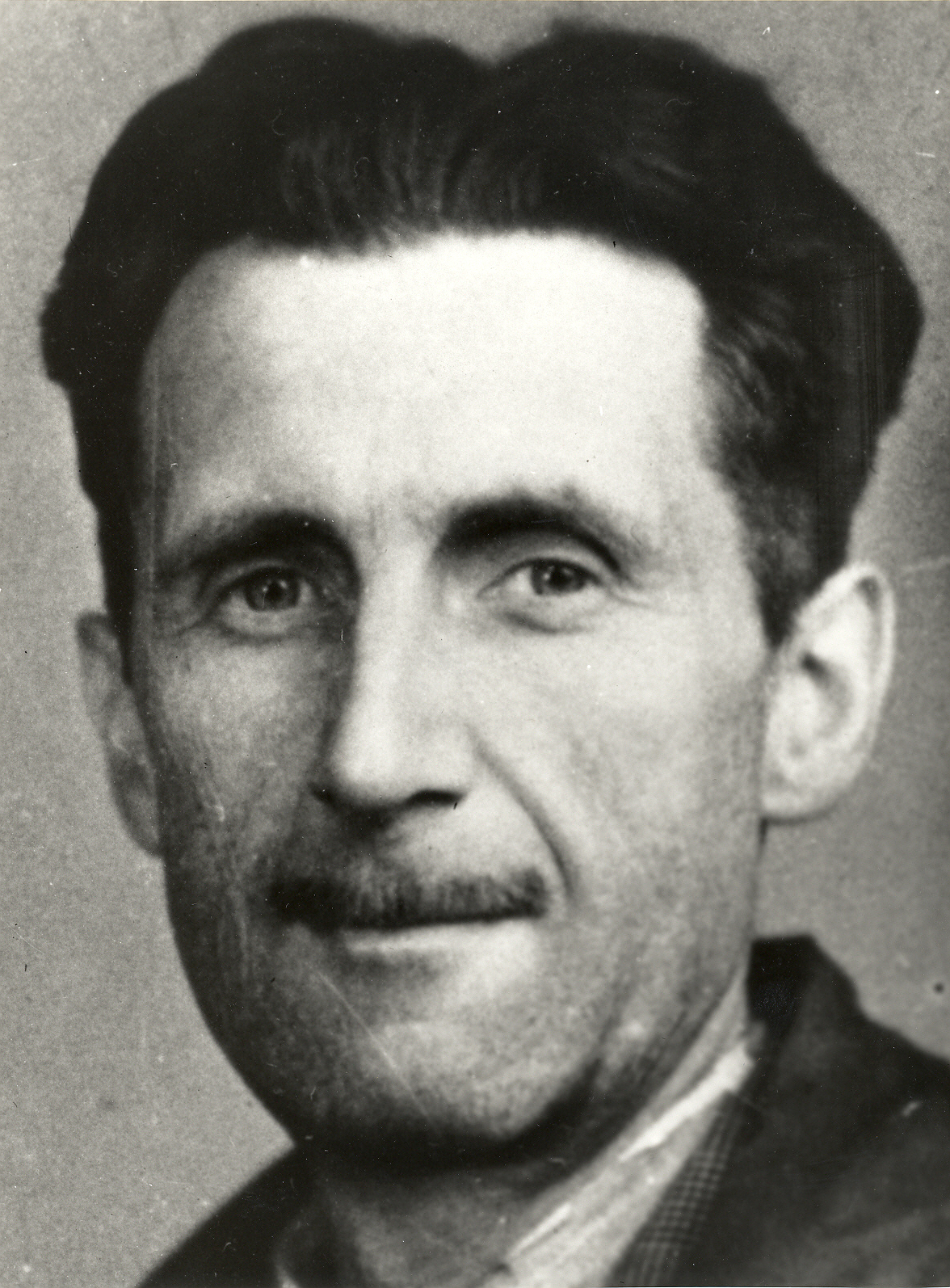
اریک آرتور بلر با نام هنری جرج اورول نویسنده کتاب‌های داستانی سیاسی از جمله مزرعه حیوانات و رمان ١٩٨۴

در سال ۱۹۹۳ سِر برنارد کریک، نظریه‌پرداز سیاسی انگلیسی و نویسندهٔ کتاب زندگینامه ارول، با سرمایه شخصی خود این جایزه را بنیانگذاری کرد.
حامیان مالی و همکارانِ فعلی این جایزه کالج لندن، انتشارات دانشگاه آکسفورد، انتشارات پنگوئن، فصلنامه سیاسی (یک فصلنامه در انگلستان)، ریچارد بلر، بنیاد جوزف رونتری، آژانس دارایی‌های ادبی ارول و آی.ام. مدیا هیث می‌باشند.

## برندگان
- فهرست برندگانِ ۳ سال اخیر:[۴][۵][۶]

برگزیدگان جایزه بهترین داستان سیاسی
- پسران نیکل، کلسن وایتهد (۲۰۲۰)
- شیرفروش، نوشتهٔ آنا برنز (۲۰۱۹)
- زمستان، نوشتهٔ الی اسمیت (۲۰۱۸)

برگزیدگان جایزه بهترین نوشته سیاسی غیر داستانی
- بعضی کودکان که به آن‌ها آموختم و چیزهایی که آن‌ها به من آموختن، نوشتهٔ کیت کلانچی(۲۰۲۰)
- هیچی نگو: یک داستان واقعی از قتل و خاطره در ایرلند شمالی، پاتریک رادن کیف (۲۰۱۹)
- سیاحت فقر، نوشتهٔ دارن مک گاروی (۲۰۱۸)

برگزیدگان بخش ژورنالیسم
- سوزان مور (۲۰۱۹)
- کارول کدوالدر (۲۰۱۸)
- فینتان اوتول (۲۰۱۷)